# 鹤煤集团
河南省煤业化工集团鹤煤公司（前稱為鹤壁煤业(集团)有限责任公司），河南煤業化工集團旗下公司，前身是1957年6月3日成立河南省鹤壁矿务局，后改制称为鹤壁煤业(集团)有限责任公司，后来，永煤集团、焦煤集团、鹤煤集团、中原大化集团，河南省煤气化集团整合创建河南煤业化工集团。主要業務生產煤電、建筑、建材、铁运、商贸、仓储、化工、火工、冶炼、机械制造、林业、文化旅游。
現任董事長苗河根。
2009年，和另外3家企業合併，組成河南煤業化工集團有限責任公司。

## 行賄事例
2010年6月，原董事長李永新因受賄被中紀委帶走。

## 連結
- 河南省煤业化工集团鹤煤公司
- 河南煤业化工集团：在兼并重组中提升竞争力 中国矿产资源整合律师网